# Зорина, Мария Николаевна
Мария Николаевна Зорина (14 апреля 1902 — 6 ноября 1981) — советская актриса театра и кино, заслуженная артистка РСФСР (1962).

## Биография
Мария Николаевна Зорина (Марина Зорина) родилась 14 апреля 1902 года. В 1920-е—1960-е годы играла на сцене Московского ТЮЗа.
Умерла 6 ноября 1981 года. Похоронена на Химкинском кладбище.

## Награды и премии
- Заслуженная артистка РСФСР (10.05.1962).

## Работы в театре
- «Синее море, белый пароход» Г. Машкина[2]

## Фильмография
1. 1971 — Лестница (короткометражный) — мама
2. 1973 — Назначение — эпизод
3. 1977 — Хомут для Маркиза — эпизод
4. 1978 — Мой ласковый и нежный зверь — Сычиха
5. 1979 — Возвращение чувств — Макфия
6. 1980 — Ожидание — Агафья Ивановна